# Zowasar
Zowasar – wieś w Armenii, w prowincji Aragacotn. W 2011 roku liczyła 497 mieszkańców.